# شقر طافا
شقر طافا (انگلیسی: Shaqir Tafa؛ زادهٔ ۱۴ نوامبر ۱۹۹۸) بازیکن فوتبال اهل آلبانی است.
از باشگاه‌هایی که در آن بازی کرده‌است می‌توان به باشگاه فوتبال پالرمو اشاره کرد.
وی همچنین در تیم‌های ملی فوتبال تیم ملی فوتبال زیر 20 سال آلبانی و زیر ۲۱ سال آلبانی بازی کرده‌است.